# FC Volga (Uliánovsk)
El FC Volga de Uliánovsk (en ruso: Футбольный клуб «Волга» Ульяновск) es un club de fútbol ruso de la ciudad de Ulyanovsk, fundado en 1947. El club disputa sus partidos como local en el estadio Trud y juega en la Primera División de Rusia, el segundo nivel en el sistema de ligas ruso.

## Nombres del club y localizaciones
- 1947–1957: FC Torpedo Ulyanovsk
- 1958: FC Dynamo Ulyanovsk
- 1959–1961: FC Spartak Ulyanovsk
- 1961–1985: FC Volga Ulyanovsk
- 1986–1991: FC Start Ulyanovsk
- 1992–1995: FC Tekstilshchik Isheyevka
- 1996–2005: FC Volga Ulyanovsk
- 2006: FC Volga-Energiya Ulyanovsk (el equipo reserva, conocido como FC Volga-d Ulyanovsk jugó como FC Volga-Energiya Ulyanovsk en la liga amateur de 2007)
- 2007–presente: FC Volga Ulyanovsk

## Jugadores

### Equipo 2021/22
Actualizado el 17 de julio de 2021 según Página del club] (enlace roto disponible en Internet Archive; véase el historial, la primera versión y la última). .